# Mobila rum
Mobila rum används i vandringsutställningar som ett sätt för att så effektivt som möjligt underlätta för transport och installering av en utställning. Ett mobilt rum kan i det sammanhanget exempelvis vara en buss, bilar, vagnar, trailers, båt eller ett tåg vars ytor används för att inhysa en utställning. Principen för mobila rum är att det har utställningsrummet och själva utställningen i samma system. Eftersom det mobila rummet ofta är relativt begränsat är utställningarna i regel små, anpassade för det specifika utrymmet.

## Sverige
I Sverige började mobila rum användas av myndigheten Riksutställningar som grundades 1965. Mobila rum var delvis en praktisk och demokratisk lösning för att skapa tillgänglighet till utställningar på platser som saknade utställningsytor. Genom att låta transportfordonet vara en del av utställningen ökade möjligheten till att nå även isolerade delar av landet. I det avseendet blev mobila rum en viktig strategi för att möta nya och fler besökare. Det var också ett sätt att tänka nytt kring utställningsmediet och laborera med olika idéer, utställningsformer och koncept.
När det gäller regelverket för mobila rum måste tillstånd sökas hos Polismyndigheten. Ett temporärt bygglov måste också beviljas av kommunen.